# Frans av Guise

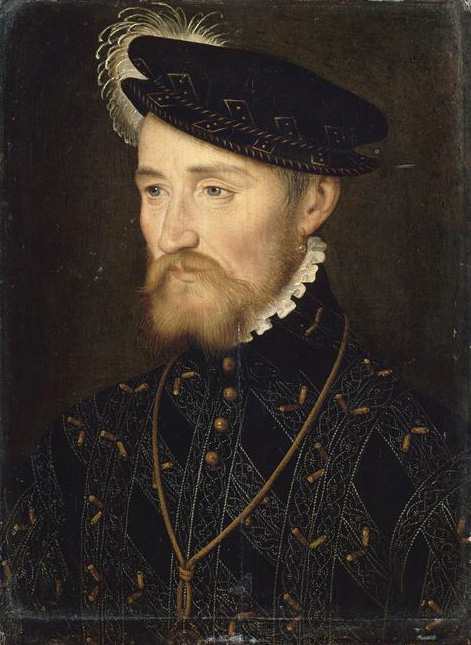
Frans, hertig av Guise, av François Clouet

Frans, prins av Joinville, hertig av Guise, hertig av Aumale, född 17 februari 1519, död 24 februari 1563, var en fransk soldat och politiker. Han var son till Claude av Guise och Antoinette de Bourbon och tillhörde huset Guise som var en sidolinje till huset Lothringen. Han kallades för Balafré, "den ärrade". 
Frans fick sina första erfarenheter av krigaryrket under Frans I:s tid, men vann rykte först genom det lysande försvaret av Metz, som han med 11 000 man värjde över två månader (31 oktober 1552–15 januari 1553) mot kejsar Karl V:s 70 000 man. I drabbningen vid Renty 1554 utmärkte han sig på nytt mot de kejserliga arméerna, men misslyckades 1557 i försöket att erövra det av hertigen av Alba försvarade kungariket Neapel. Efter fransmännens nederlag vid S:t Quentin 1557 hemkallades han från Italien och utnämndes till kungarikets generalståthållare med vidsträckta fullmakter samt rättfärdigade det visade förtroendet genom att driva engelsmännen tillbaka och snabbt erövra (1558) från dem Calais, Guines och Ham samt genom att besegra spanjorerna vid Thionville, vilken seger påskyndade freden i Câteau-Cambrésis.
Efter Henrik II:s död (1559) bemäktigade sig Frans av Guise och hans bror kardinalen av Lothringen styrelsen under den tid deras släkting, den unge Frans II satt på tronen (1559–1560). Kungen var gift med deras systerdotter Maria Stuart. För att vinna folkgunst förföljde de protestanterna. Då efter Frans II:s död det protestantiska partiet tycktes få överhand, ingick Frans av Guise med konnetabeln Anne de Montmorency och marskalk Jacques de Saint-André ett "triumvirat" för att åter skaffa sig makten. Blodbadet som Frans folk gjorde på hugenotterna vid Wassy i Champagne 1 mars 1562 gav uppslaget till de ryktbara hugenottkrigen. Frans av Guise återtog Rouen och vann i förening med Montmorency och S:t André drabbningen vid Dreux den 19 december 1562. Vid försöket att intaga hugenotternas förskansning Orléans, blev han den 18 februari 1563, skjuten av en ung hugenottisk adelsman, Jean de Poltrot de Méré, och dog sex dagar därefter. Frans av Guise efterlämnade en dagbok rörande tilldragelserna 1547–1563.

## Familj
Frans av Guise gifte sig i Saint-Germain-en-Laye den 29 april 1548 med Anna d'Este, dotter till Ercole II d'Este, hertig av Ferrara, och Renée av Frankrike. De fick sju barn:
1. Henrik I av Guise (1550–1588), som efterträdde honom som hertig av Guise.
2. Catherine de Guise (1552–1596), gift med Louis II, hertig av Montpensier.
3. Charles de Lorraine, hertig av Mayenne (1554–1611)
4. Louis II, kardinal av Guise (1555–1588), ärkebiskop av Reims
5. Antoine (1557–1560)
6. François (1559–1573)
7. Maximilien (1562–1567)